# Малые Гайки
Малые Гайки (укр. Малі Гайки) — село в Радивиловской городской общине Дубенского района Ровненской области Украины.
До 2020 года входило в Радивиловский район.
Население по переписи 2001 года составляло 54 человека. Почтовый индекс — 35554. Телефонный код — 3633. Код КОАТУУ — 5625882502..